# Kitty Hawk Flyer
 (juillet 2017).
Le Kitty Hawk Flyer est un prototype d'avion privé, équipé de 8 hélices horizontales alimentées par des batteries,. Son développement fait partie d'un renouveau dans le monde des aéronefs à décollage et atterrissage verticaux et est en concurrence avec d'autres projets tels que le Martin Jetpack, le ICON A5, la Parajet Skycar, l'Elevate de Uber ou encore l'octocoptère chinois Ehang 184 ainsi que plusieurs autres.
La compagnie derrière le véhicule du développement est dirigée par Sebastian Thrun et a le soutien notamment financier de Larry Page. Le développement technique est dirigé par Cameron Robertson et Todd Reichert, déjà connus pour leur AeroVelo à propulsion humaine.